# Sport Lisboa e Benfica (femení)
Sport Lisboa e Benfica (pronunciat en portuguès: [sɨˈpɔɾ liʒˈβo.ɐ i βɐ̃jˈfikɐ]), conegut comunament com Benfica, és un equip de futbol femení portuguès amb seu a Lisboa que juga al Campeonato Nacional Feminino, la lliga de futbol femení de primer nivell de Portugal, després de l'ascens a la temporada 2018-19.
Fundada el 12 de desembre de 2017, és la secció de futbol femení del club esportiu Sport Lisboa e Benfica. Disputa els partits a casa a l'Estádio da Tapadinha, amb 4.500 seients.

## Història
El 12 de desembre de 2017, el Benfica va confirmar públicament que estava formant un equip de futbol femení de llarg recorregut. Amb una plantilla plena de jugadores internacionals i un marcat sabor brasiler, van entrar a la segona divisió portuguesa i van repartir ràpidament diverses golejades als seus rivals superats.
La plantilla inicial contenia un total de set jugadores del Brasil (una vuitena, Rilany, va arribar al desembre). Les brasileres eren objectius perquè moltes tenien les habilitats i l'experiència requerides. Com a lusofones, també s'esperava que s'adaptissin ràpidament a la cultura portuguesa. Això reflectia la política de l'equip masculí del Benfica, que tenia una política reeixida d'importar jugadors talentosos del mercat de fitxatges brasiler.
El 17 de setembre de 2018, el Benfica va debutar a la lliga al Campeonato Nacional II Divisão i va vèncer a la UD Ponte de Frielas per 28-0. El resultat va establir un nou record de victòria en el futbol sènior portuguès, superant la victòria de l'Sporting CP per 21-0 sobre el CS Mindelense el 1971. L'exjugador del Benfica Luís Andrade va ser nomenat coordinador tècnic de la secció femenina del club l'octubre de 2018. Va tenir l'encàrrec de desenvolupar un equip femení B i renovar l'estructura juvenil, que contenia aproximadament 200 jugadores.
El 26 de gener de 2019, el Benfica va batre el seu propi rècord de gols portuguès golejant el CP Pego per 32-0 a l'Estádio da Tapadinha, augmentant el seu balanç de lliga a 257 gols marcats i cap encaixat en 14 partits, i el total de la classificació a 293–0 en 16 partits. Quatre dies després, el Benfica va encaixar un gol per primera vegada en la seva història, en una victòria a casa del Marítimo per 5-1 a la tercera ronda de la Copa de Portugal.
El Braga del Campeonato Nacional va infligir la primera derrota del Benfica el 24 de març de 2019, guanyant per 2-1 fora de casa a l'anada de la semifinal de la Copa de Portugal. Sis dies després, el Benfica es va enfrontar a l'Sporting CP en el primer però no oficial Derbi de Lisboa femení entre els seus equips principals. El partit es va celebrar a l'Estádio do Restelo per recaptar diners per a l'esforç de socors del cicló Idai a Moçambic, que va atreure 15.204 espectadors, un rècord nacional de públic en aquell moment per a un partit femení a Portugal. Tot i dominar el joc, el Benfica va perdre 1-0 davant el penal de Joana Marchão al minut 86.
El 18 de maig de 2019, després d'eliminar el Braga per un global de 5–4 a les semifinals de la Copa de Portugal, el Benfica va vèncer al Valadares Gaia per 4–0 a la final per conquerir el seu primer trofeu, amb un rècord d'assistència a la Copa de Portugal de 12.632 persones. Després de la victòria per 8-0 contra l'Estoril Praia B el 29 de maig, el Benfica va aconseguir l'ascens al Campeonato Nacional Feminino 2019-20. Més tard, el 23 de juny, es van coronar campions de segona divisió quan van vèncer el Braga B per un global de 9-0 a la final.
Després de la marxa de l'entrenador en cap João Marques, Luís Andrade va ocupar la seva posició, i el Benfica va començar la seva segona temporada en vèncer el campió portuguès Braga per 1–0 amb un gol de Pauleta per conquerir el seu primer trofeu de la Supercopa. Una setmana més tard, el Benfica va debutar a la primera divisió amb una golejada per 24-0 a A-dos-Francos. El 19 d'octubre, el Benfica va vèncer l'Sporting per 3-0 a l'Estádio da Luz en el primer derbi oficial entre ambdós equips, jugat davant 12.812 espectadors, que van establir un nou rècord d'assistència per a un partit femení a Portugal.
El Benfica es va classificar per primera vegada a la fase de grups de la Lliga de Campions Femenina de la UEFA després de vèncer el Twente per 4-0 el 9 de setembre de 2021 (5-1 global). El Benfica va debutar a la competició amb un empat sense gols a casa contra el Bayern de Múnic el 5 d'octubre. El 17 de novembre, el Benfica va aconseguir la seva primera victòria a la fase de grups, 2–1 al BK Häcken FF, en que també va marcar el seu primer gol.

## Registres i estadístiques

### Record de competició
El rendiment del Benfica en les seves tres temporades completades:
| Temporada | Pos | Pld | W  | D | L | GF  | GA | Màxim golejador de la lliga | Metes | Màxim golejador general | Metes | TP | TL | ST | UCL | Referències   |
| --------- | --- | --- | -- | - | - | --- | -- | --------------------------- | ----- | ----------------------- | ----- | -- | -- | -- | --- | ------------- |
| 2018–19   | 1r  | 20  | 18 | 1 | 0 | 365 | 31 | Darlene                     | 80    | Darlene                 | 109   | W  | —  | —  | —   | [ 31 ] [ 32 ] |
| 2019-20   | 1r  | 15  | 14 | 0 | 1 | 101 | 4  | Cloé Lacasse                | 23    | Cloé Lacasse            | 25    | RU | W  | W  | —   | [ 33 ] [ 34 ] |
| 2020–21   | 1r  | 23  | 21 | 0 | 2 | 81  | 15 | Cloé Lacasse                | 16    | Cloé Lacasse            | 22    | —  | W  | W  | R32 | [ 35 ] [ 36 ] |

Clau
W = Guanyadors; RU = Subcampió; R32 = Ronda de 32

## Palmarès
- Campionat Nacional

Guanyadors (5): 2020–21, 2021–22, 2022–23, 2023–24, 2024–25
- Campeonato Nacional II Divisão

Guanyadors (1): 2018–19
- Taça de Portugal

Guanyadors (2): 2018–19, 2023–24
- Taça da Liga

Guanyadors (2) – registre: 2019–20, 2020–21
- Supertaça de Portugal

Guanyadors (1): 2019